# 奥尔良门

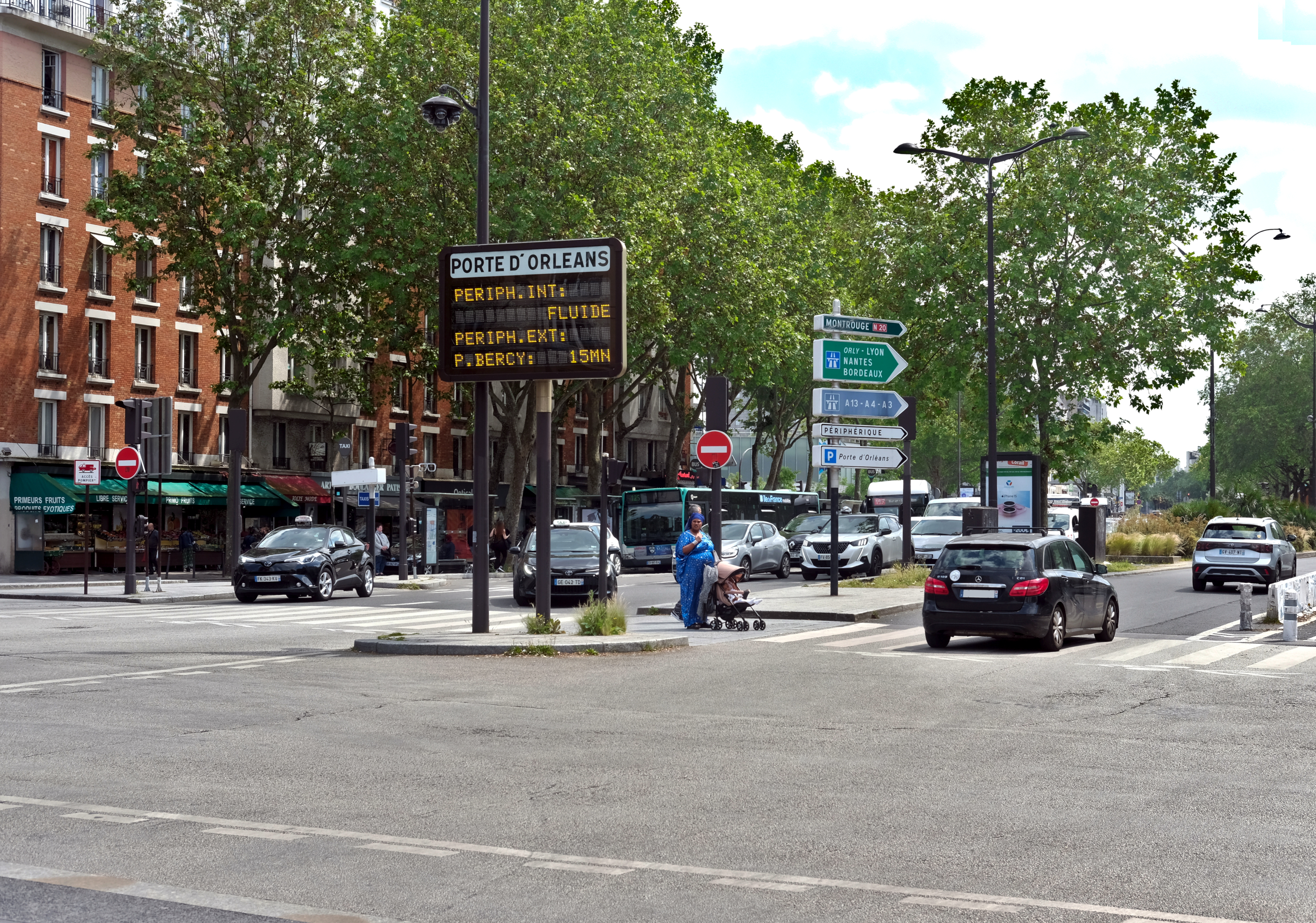
奧爾良門（2024年6月）

奥尔良门（Porte d'Orléans）是巴黎19世纪中叶修建的梯也尔城墙上的17个城门之一。第一次世界大战后城墙拆除，此处成为一个开放空间，1944年8月25日广场（Place du 25-Aug-1944）。现在是从南部进出首都的一个重要门户，公路、铁路和公共交通的主要枢纽。位于巴黎十四区。
奥尔良门得名于通往奥尔良的道路，即今日的20号国道，经奥尔良、图卢兹到西班牙边境。在中世纪，这条路连接了当时两个主要的皇家城市：巴黎和奥尔良。
1944年8月24日，菲利普·勒克莱尔将军的第二装甲师从奥尔良门进入，解放巴黎。
奥尔良门是地铁4号线（2012年以前）的终点。